# Brårud
Brårud is een plaats in de Noorse gemeente Nes, fylke Akershus. Brårud telt 460 inwoners (2007) en heeft een oppervlakte van 0,48 km².